# Twierdzenie Schwarza
Twierdzenie Schwarza lub twierdzenie Clairaut – twierdzenie analizy matematycznej mówiące, że jeśli dla funkcji {\displaystyle f\colon \mathbb {R} ^{n}\to \mathbb {R} ^{m}} drugie pochodne mieszane istnieją i są ciągłe na zbiorze {\displaystyle S\subseteq \mathbb {R} ^{n},} to kolejność pochodnych cząstkowych nie ma znaczenia:
{\displaystyle {\frac {\partial ^{2}f(x_{1},\dots ,x_{n})}{\partial x_{i}\partial x_{j}}}={\frac {\partial ^{2}f(x_{1},\dots ,x_{n})}{\partial x_{j}\partial x_{i}}}}
gdzie:
{\displaystyle 1\leqslant i,j\leqslant n,}
{\displaystyle (x_{1},\dots ,x_{n})\in S.}
Nosi ono nazwisko Hermanna Schwarza bądź Alexisa Claude’a de Clairaut’a.